# Championnats du monde de biathlon 1969
Les Championnats du monde de biathlon 1969 se tiennent à Zakopane (Pologne), du 27 février au 2 mars 1969.

## Résultats
| Épreuve            | Or                                                                                  | Argent                                                        | Bronze                                                                |
| 20 km individuel H | Alexandre Tikhonov                                                                  | Rinnat Safin                                                  | Magnar Solberg                                                        |
| Relais 4×7,5 km H  | Union soviétique Alexandre Tikhonov Viktor Mamatov Rinnat Safin Vladimir Gundartsev | Norvège Jon Istad Ragnar Tveiten Magnar Solberg Esten Gjelten | Finlande Kalevi Vähäkylä Mauri Röppänen Mauno Peltonen Esko Marttinen |

## Tableau des médailles
| Médailles | Pays             | Or | Argent | Bronze | Ensemble |
| --------- | ---------------- | -- | ------ | ------ | -------- |
| 1         | Union soviétique | 2  | 1      | 0      | 3        |
| 2         | Norvège          | 0  | 1      | 1      | 2        |
| 3         | Finlande         | 0  | 0      | 1      | 1        |